# Новодмитровка Вторая (Раздельнянский район)
Новодмитровка Вторая (укр. Новодмитрівка Друга, до 2016 г. — Ленинское Второе) — село, относится к Раздельнянскому району Одесской области Украины.
Население по переписи 2001 года составляло 35 человек. Почтовый индекс — 67472. Телефонный код — 4853. Занимает площадь 0,163 км². Код КОАТУУ — 5123980704.

## Местный совет
67472, Одесская обл., Раздельнянский р-н, с. Виноградарь